# Simulium simulans
Simulium simulans är en tvåvingeart som beskrevs av Rubtsov 1956. Simulium simulans ingår i släktet Simulium och familjen knott. Inga underarter finns listade i Catalogue of Life.